# Nobina
Nobina AB er en svensk buskoncern og operatør, og er blandt Europas største indenfor dens tre primære virksomhedsområder, kollektiv bustrafik, ekspresbus og turistbus. Nobina er Nordens største busselskab, og i 2015 havde selskabet 8.451 ansatte og 3.639 busser i Danmark, Finland, Norge og Sverige, heraf størstedelen i Sverige med henholdsvis 5.915 ansatte og 2.477 busser. Hovedkontoret ligger i Solna, Stockholm.

## Historie
Det nuværende selskab har sin oprindelse i selskabet SJ Buss, som blev grundlagt 23. juni 1911 i Tanum, Sverige. Selskabet var en del af det statsejede jernbaneselskab Statens Järnvägar (SJ).
Siden har selskabet udviklet sig gennem opkøb og sammenlægninger. I 1990'erne blev bustrafikken i Sverige, Danmark, Norge og Finland liberaliseret. I 1990 blevet selskabet omdøbt til Swebus. I 2008 begyndte selskabet sin første drift i Danmark via en kontrakt i København og selskabet skiftede det efterfølgende år navn til det nuværende, Nobina.

## Datterselskaber
Nobinakoncernen omfatter følgende datterselskaber:
- Nobina Technology AB
- Nobina Sverige AB
- Nobina Norge AS
- Nobina Danmark A/S
- Nobina Finland OY